# Ramachondra Xencora Naique

## Ramachondra Xencora Naique
Ramachondra Xencora Naique, nasceu em Priol (Pondá), em 1893 e faleceu em Nova-Goa, 1960. Após uma breve experiência como professor do ensino primário, foi professor da Escola Normal, de que foi director a partir de 1955. Foi membro activo do Congresso Provincial, sócio do Instituto Vasco da Gama e colaborador do seu Boletim, vogal do Conselho Legislativo durante o Estado Novo, vogal da Comissão Permanente de Arqueologia. Fez parte de uma comissão para elaborar os livros de leitura da 3ª e 4ª classe do ensino primário em Goa. 
Sendo proficiente em português, concani e marata dedicou-se à criação teatral nessas três línguas e publicou algumas obras em defesa do concani. Na década de 40 foi um dos fundadores e presidente da Assembleia Geral da União Académica. Foi professor de artes e autor de manuais de ensino de Desenho. Iniciou a pintora Sílvia do Rosário Silveira na pintura a óleo.